# Mount McCann
Mount McCann är ett berg i Antarktis. Det ligger i Västantarktis. Chile och Storbritannien gör anspråk på området. Toppen på Mount McCann är 385 meter över havet.
Terrängen runt Mount McCann är kuperad norrut, men söderut är den platt. Terrängen runt Mount McCann sluttar norrut. Trakten är obefolkad. Det finns inga samhällen i närheten.